# 小野村胤敏
小野村 胤敏（おのむら たねとし、1897年（明治30年）9月12日 - 1947年（昭和22年）2月26日）は、日本の弁護士。大阪理工科大学創設者。福井県遠敷郡遠敷村（現・小浜市）出身。

## 経歴
若狭彦神社神官・小野村胤信の三男として生まれた。旧制小浜中学校を経て、1917年（大正6年）、関西大学専門部法律学科を卒業｡ のち上京して日本大学山岡萬之助研究室に入り、翌年には弁護士試験に合格。大阪市東区博労町で弁護士事務所を開いた。
1925年（大正14年）3月、日本大学専門学校（近畿大学の前身）の創立に参画。1927年（昭和2年）、司法省嘱託としてドイツに留学し、ベルリン大学とミュンヘン大学で学ぶ。帰国後、日本大学専門学校が経営危機に直面するや､ 1934年（昭和9年）、同校の校長代理に推挙され、学園再建に尽力した｡ やがて1936年（昭和11年）、校長に就任。同校は1939年（昭和14年）に日本大学大阪専門学校と改称し、翌年財団法人日本大学から独立。1943年（昭和18年）には大阪理工科大学を創設し、同大学の学長となった。
しかし、理工科大学設立にあたって文部省係官に賄賂を贈ったとの噂が流れ、それをきっかけとして一大騒動が発生したため（大専騒動）、責任をとり学長を辞任した。その後も学内は混乱を極めたが、やがて世耕弘一（日本大学理事）によって事態は収拾され、大阪専門学校と大阪理工科大学は戦後の学制改革で近畿大学となった。
1947年（昭和22年）2月26日没。49歳。大阪市阿倍野区の「市設南霊園」で、「法学博士小野村胤敏君遺功表」という顕彰碑がある。

## 著書
- 『刑法に於ける自力救済の研究』 弘文堂、1938年